# Will Jordan
Pour les articles homonymes, voir Jordan.
Pas d'image ? Cliquez ici

a Compétitions nationales et continentales officielles uniquement.

b Matchs officiels uniquement.
Dernière mise à jour le 18 août 2025.
Will Jordan, né le 24 février 1998 à Christchurch (Nouvelle-Zélande), est un joueur de rugby à XV international néo-zélandais évoluant au poste d'arrière ou d'ailier. Il évolue avec la franchise des Crusaders en Super Rugby depuis 2019, et avec la province de Tasman en National Provincial Championship depuis 2017. Il termine meilleur marqueur d'essais de la Coupe du monde en 2023, avec huit essais inscrits.

## Carrière

### En club
Will Jordan commence à jouer au rugby avec le Christchurch FC dans sa ville natale. Il joue également au niveau scolaire avec son lycée, le Christchurch Boys' High School, où il se fait remarquer en terminant meilleur marqueur du championnat national lycéen en 2015, avec dix-neuf essais en onze matchs. Avec son lycée, Jordan pratique également le cricket, et s'y révèle également être très talentueux,.
En club, il joue dès 2017 avec l'équipe senior dans le championnat amateur de la région de Canterbury, et se distingue rapidement comme un des meilleurs joueurs de l'équipe malgré son jeune âge.
Repéré grâce à ses performances en club, il signe un contrat de deux ans avec la province de Tasman pour disputer le NPC. Il s'impose rapidement comme un cadre de l'équipe en marquant quatorze essais en vingt-et-un matchs lors de ses deux premières saisons,.
En 2018, il est retenu dans l'effectif de la franchise des Crusaders en Super Rugby, mais des ennuis de santé à la suite d'une commotion cérébrale l'empêchent de disputer le moindre match au cours de la saison,. À nouveau retenu en 2019, il fait ses débuts en Super Rugby le 16 février 2019 contre les Blues. Au terme de sa première saison, il joue neuf matchs et inscrits huit essais, et s'affirme comme l'une des meilleures révélations néo-zélandaises de la saison,. Son équipe remporte le titre face aux Jaguares en finale, Jordan rentre en jeu au cours de ce match.
En juin 2019, il prolonge son contrat avec la fédération néo-zélandaise et les Crusaders jusqu'en 2022. La même année, il remporte avec Tasman leur premier titre de NPC de leur histoire, après avoir vaincu Wellington en finale.
Il remporte une nouvelle fois le Super Rugby en 2022 grâce à une victoire contre les Blues en finale.
En 2023, il manque tout le début de saison à cause des problèmes à l'oreille interne datant de l'année précédente,. Il fait son retour sur les terrains en mai 2023 face à la Western Force.
Il manque l'intégralité de la saison 2024 à cause d'une  blessure à l'épaule, ayant nécessité une opération.

### En équipe nationale
Will Jordan a joué avec l'équipe de Nouvelle-Zélande des moins de 20 ans en 2017, dans le cadre du championnat du monde junior. Il remporte cette compétition, marquant au passage cinq essais en cinq matchs.
En septembre 2020, il est sélectionné pour la première fois avec les All Blacks par Ian Foster, afin de participer à la série de test-matchs contre l'Australie. Il connait sa première cape le 7 novembre 2020, à l’occasion d’un match contre l'équipe d'Australie à Brisbane. Il marque pour la première fois, trois semaines après, lors de la rencontre face à l'Argentine, en inscrivant un doublé.
Le 3 juillet 2021, lors d'un test-match contre les Tonga, il inscrit cinq essais pour une large victoire des All Blacks sur le score de 102-0.
En décembre 2021, Will Jordan est désigné révélation World Rugby de l'année 2021.
Après avoir disputé les six matchs du Rugby Championship 2022 en tant que titulaire, il doit déclarer forfait pour la tournée d'automne en raison de problèmes à l'oreille interne provoquant des étourdissements et des vertiges.
Le 7 août 2023, il est sélectionné pour disputer la Coupe du monde en France. Son équipe termine la compétition à la seconde place, après une défaite en finale face à l'Afrique du Sud. D'un point de vue personnel, il termine meilleur marqueur du tournoi avec huit unités, égalant le record codétenu par Jonah Lomu, Bryan Habana et Julian Savea. Il est également récompensé lors des Prix World Rugby lorsqu'il est sélectionné dans le XV masculin de l'année.

## Palmarès

### En franchise et province
- Vainqueur du NPC en 2019 et 2020 avec Tasman.
- Vainqueur du Super Rugby en 2019, 2022, 2023 et 2025 avec les Crusaders.
- Vainqueur du Super Rugby Aotearoa en 2020 et 2021 avec les Crusaders.

### En équipe nationale
- Vainqueur du Championnat du monde junior en 2017.
- Vainqueur du Rugby Championhsip en 2020, 2021, 2022 et 2023.
- Finaliste de la Coupe du monde 2023.

### Distinctions personnelles
- Meilleur marqueur d'essais du Super Rugby en 2022 (10 essais).
- Meilleur marqueur d'essais de la Coupe du monde en 2023 (8 essais).
- Membre du XV masculin de l'année World Rugby en 2022, 2023 et 2024.

## Statistiques

### En équipe nationale
Au 18 août 2025, Will Jordan compte 45 capes en équipe de Nouvelle-Zélande, dont 40 en tant que titulaire, depuis le 18 octobre 2020 contre l'équipe d'Australie à Auckland. Il inscrit 42 essais (210 points).
Avec les All Blacks, il dispute une Coupe du monde en 2023. Il a participé à six éditions du Rugby Championship, en 2020, 2021, 2022, 2023, 2024 et 2025. Il dispute dix-huit rencontres dans cette compétition,. 